# Alexandre Jardin
Alexandre Jardin (Neuilly-sur-Seine, 14 april 1965) is een Franse schrijver en filmproducent. In 1988 won hij de Prix Femina voor zijn werk Le Zèbre.

## Levensloop
Jardin is een zoon van Pascal Jardin, schrijver en scenario-schrijver, en de kleinzoon van Jean Jardin (1904-1976), politicus, de man achter Pierre Laval. Jardin heeft twee broers en een halfzus. Hij is getrouwd toen hij 23 was en heeft vijf kinderen.
Op zijn twintigste schreef hij zijn eerste boek, Bille en tête. Hiermee won hij de prix du 1er Roman van 1986, een Franse prijs voor debuutromans.
In 1986 studeerde hij af in de politieke wetenschappen.
Jardin is regisseur van een aantal films, waaronder Bille en tête en Fanfan.
Ook was hij verslaggever bij de krant Le Figaro.
In 1988 ontving Jardin de Prix Femina voor zijn boek Le Zèbre. Dit werk is in 1992 door Jean Poiret bewerkt voor verfilming en opgenomen met Thierry Lhermitte in de hoofdrol.
Ook is Jardin literair verslaggever geweest, met Philippe Gildas en Antoine de Caunes, in het programma Nulle part ailleurs van Canal+.
Zijn laatste roman, Quinze ans après, is in oktober 2009 uitgegeven door Éditions Grasset.

## Politiek
Bij opzoekingen over zijn familie, ontdekte hij de prominente rol gespeeld door zijn grootvader Jean Jardin onder het Vichyregime tijdens de Tweede Wereldoorlog. Hij was hierover eerst verbaasd, dan verbolgen, en zette zich hiertegen in zijn geschriften stevig af.
In 2015 stichtte hij de burgerbeweging Bleu Blanc Zèbre en in december 2016 kondigde hij zijn kandidatuur aan voor de Franse presidentsverkiezingen. Hij slaagde er echter niet in de 500 noodzakelijke peterschappen te verkrijgen. Hij schaarde zich dan maar achter de kandidatuur van Emmanuel Macron.

## Filmografie
- 1989: Bille en tête, een Franse film van Carlo Cotti
- 1992: Le Zèbre, geschikt gemaakt voor verfilming door Jean Poiret
- 1993: Fanfan
- 1996: Oui
- 2000: Le Prof

- Bibsys: 90552488
- Bibliothèque nationale de France: cb12051819b (data)
- CiNii: DA04292167
- Gemeinsame Normdatei: 119167018
- International Standard Name Identifier: 0000 0001 2142 1224
- Library of Congress Control Number: nr89003413
- Nationale Bibliotheek van Letland: 000018320
- Bibliotheek van het Japanse parlement: 00468941
- Nationale Bibliotheek van Tsjechië: xx0020196
- Nationale bibliotheek van Australië: 35623673
- Nationale Bibliotheek van Israël: 987007290178305171
- Nederlandse Thesaurus van Auteursnamen: 073392669
- Istituto Centrale per il Catalogo Unico: RAVV059270
- SNAC: w6wh3ksj
- Système universitaire de documentation: 028745140
- Trove: 1018875
- Virtual International Authority File: 85428212
- WorldCat: E39PBJvHbm9JtRRWmRwVBBBkjC